# TRANS.TBL
TRANS.TBL是ISO 9660文件系统上的一个文件，它被用于提供比ISO 9660标准约定的基本文件名更加灵活的文件名。早在Rock_Ridge和Joliet扩展被广泛传播使用之前，它就是在早期计算机CD上提供长文件名的最通用办法。
一个严格遵循ISO 9660规则的文件名，其通常只能包含最多8个大写字母或者数字，再后接续一个英文句号，再后接最多3个大写字母或者数字。
TRANS.TBL是个正常文件，每个目录中都有一个，它包括了其所在目录中所有文件的扩展版文件名；因此，系统在读取文件时，可直接使用这些扩展名（或称长文件名）而不是ISO标准文件名。
TRANS.TBL文件是纯ASCII文本文件。每一行有三个字段，字段之间用任意多的空格分隔：
- 文件类型 （“F” 表示“文件” 、“D” 表示“目录”、“L”表示“连接”）；
- ISO 9660文件名；以及
- 扩展文件名（通常包含空格）。

多数的TRANS.TBL文件创建工具都会在文件类型和ISO 9660文件名之间放置一个空格，并在ISO 9660文件名与扩展文件名之间放置任意多个制表符。
许多ISO 9660工具仍内置了对TRANS.TBL文件的支持， 尤其是在跟Unix相关的场合。然而，ISO9660规范已经用Rock Ridge和Joliet扩展替代TRANS.TBL文件很久了，因此，现代所用之创建ISO9660镜像文件的工具，或者根本不创建TRANS.TBL文件，或者仅在用户明确指定时才会创建它们。除了文件名有着特别意义之外，TRANS.TBL文件（与别的其他文件相比）再也没有什么特殊之处，因此，它们既可以被单独创建，也可以在文件系统创建之前提前放进目录中。